# Trịnh Văn Lợi
Trịnh Văn Lợi (sinh ngày 26 tháng 5 năm 1995) là một cầu thủ bóng đá chuyên nghiệp người Việt Nam hiện đang thi đấu ở vị trí hậu vệ cho câu lạc bộ Thanh Hóa tại V.League 1.

## Danh hiệu
Thanh Hoá
- Cúp quốc gia:

 Vô địch: 2023
 Hạng 3: 2022
- Siêu cúp quốc gia:

 Vô địch: 2023